# Капур, Шамми
Ша́мми Капу́р (хинди शम्मी कपूर, англ. Shammi Kapoor; 21 октября 1931 — 14 августа 2011) — индийский актёр театра и кино, режиссёр. Полное имя — Шамшер Радж Капур. Лауреат премий Filmfare за лучшую мужскую роль и лучшую мужскую роль второго плана.

## Биография
Шамшер Радж Капур (настоящее имя) родился 21 октября в Бомбее. Его старший брат — Радж Капур, его младший брат — Шаши Капур.
В период с 1948 по 1952 года работал в «Притхви театре», принадлежащем его отцу.
Вошёл в кинематограф благодаря эксцентричным подражаниям Эрролу Флинну, пользовавшимся умеренным успехом. В «Tumsa Nahin Dekha» (1957) он сбрил полоску своих усов и пытался подражать Джеймсу Дину и Элвису Пресли (например, песня Baar baar dekho в фильме «China Town», 1962), следуя при этом более вольным образцам, разработанным Дев Анандом. Этим стилем был задан тон для фильмов конца 50-х годов, выпущенных компанией «Фильмистан», вроде чёрно-белых детективов и цветных романтических историй, снимавшихся Шакти Самантой, и была заложена основа для более позднего обращения Манмохана Десаи к культуре городских люмпенов, например, в фильме «Bluff Master» (1963).
Шамми часто играл роль испорченного богатого парня, который добивается девушки, но впутывается в бандитские разборки и семейные дрязги, в итоге и то и другое завершается зверским избиением злодея. Наиболее примечательна в этом смысле его роль в фильме «Junglee» (1961). В прокат СССР из его ранних фильмов выходил только «Четыре дороги», поэтому нашему зрителю Шамми Капур больше известен по ролям пожилых персонажей.
Он руководил первыми в хиндиязычном кино попытками ввести в фильмы песни, напоминающие западный рок, нередко окрашенные атмосферой дискотек и адресованные подростковой аудитории, тяготеющей к Западу. Это были прототипы потребительского кинематографа 60-х годов, который по словам Манмохана Десаи весь состоял из «аттракционов», то есть слабо связанных друг с другом, драматически самодостаточных эпизодов.
Среди его режиссёрских постановок 70-х годов можно отметить хиндиязычный ремейк фильма «Нежная Ирма» — «В поисках развлечений» (1974), а также «Bandalbaaz» (1976).
До последнего времени Шамми был продюсером развлекательного видеожурнала Shammi Kapoor Presents Manoranjan и председателем Internet Users Club of India.
Умер 14 августа 2011 года от острой почечной недостаточности в одной из больниц Мумбаи.

«Состариться и испытать различные взлеты и падения жизни — на это тоже нужно время, и это учит ладить с жизнью. Как только ты обретаешь этот навык, ты можешь достигнуть состояния Шанти» 

Ш.Капур

### Семья
Шамми Капур был сыном Притхвираджа Капура (основателя кинематографической династии Капуров) и Рамы Капур, родным братом Раджа Капура и Шаши Капура, троюродным братом Анила Капура и Санджая Капура, дядей Рандхира Капура, Риши Капура и Раджива Капура. 24 августа 1955 года Шамми женился на актрисе Гите Бали (умерла от оспы 21 января 1965 года), от которой у него осталось двое детей: дочь Канчан и сын Адитья. Был непродолжительный роман с актрисой Мумтаз. В 1969 году Шамми женился во второй раз на Ниле Дэви Гохил.

## Фильмография
- 1954 — Воровской базар
- 1955 — Мисс Кока-Кола
- 1957 — Такой как ты не встречал
- 1957 — Мирза и Сахиба (Mirza Sahiban)
- 1957 — Кофейня
- 1959 — Четыре дороги
- 1960 — Ученица колледжа
- 1960 — Сингапур
- 1961 — Друг
- 1961 — Дикий
- 1962 — Китайский квартал
- 1962 — Профессор
- 1963 — Лжец
- 1963 — Король блефа
- 1964 — Красавица Кашмира (Kashmir Ki Kali)
- 1966 — Третий этаж
- 1967 — Вечер в Париже
- 1968 — Холостяк
- 1969 — Принц
- 1971 — Известный неизвестный
- 1971 — Жест
- 1974 — В поисках развлечений
- 1975 — Совесть
- 1976 — Час расплаты
- 1977 — Воспитание
- 1978 — Бриллиант «Шалимар»
- 1979 — Мира
- 1981 — Тернистый путь любви
- 1981 — Профессор Пьярелал
- 1981 — Судьба
- 1981 — Любимая жена
- 1982 — Клятва молодости
- 1982 — Патриот
- 1982 — Любовный недуг
- 1982 — Всемогущий
- 1983 — Сила любви
- 1983 — Герой
- 1983 — Роман
- 1984 — Легенда о любви
- 1984 — Разыскивается
- 1985 — Жертва
- 1986 — Повороты судьбы
- 1986 — Спасенный Богом
- 1987 — Откровение
- 1987 — Гордость и мужество
- 1989 — Сын учителя
- 1989 — Раздел
- 1989 — Чёрный принц Аджуба
- 1991 — Хенна
- 1992 — Чары колдовские
- 1992 — Разочарование
- 1995 — Танцоры рока
- 1996 — Книга любви
- 1997 — И они полюбили друг друга
- 1998 — Охотники за бриллиантом
- 1998 — Рядом с тобой
- 1999 — Безответная любовь
- 1999 — Восток есть восток
- 2001 — Цензор
- 2002 — Неожиданный поворот
- 2002 — Поездка в Лондон
- 2006 — Двойняшки непоседы
- 2011 — Рокзвезда

### Режиссёрские работы
- 1974 — В поисках развлечений
- 1976 — Час расплаты

## Награды и премии
- 1968 — Filmfare Award за лучшую мужскую роль — Brahmchari
- 1982 — Filmfare Award за лучшую мужскую роль второго плана — «Всемогущий»
- 1995 — Filmfare Award за пожизненные достижения